# Смоленка (Абатський район)
Смоле́нка (рос. Смоленка) — присілок у складі Абатського району Тюменської області, Росія.
Населення — 97 осіб (2010, 115 у 2002).
Національний склад станом на 2002 рік:
- росіяни — 87 %